# Puèg-aric e le Pin
Puèg-Aric e Le Pin (en francès Pécharic-et-le-Py) és un municipi francès situat al departament de l'Aude i a la regió d'Occitània.